# Franco Colapinto
Franco Alejandro Colapinto (Pilar, 27 de mayo de 2003) es un piloto de automovilismo argentino. Fue campeón del Campeonato de España de F4 en 2019, y tercero en los campeonatos de Toyota Racing Series y Eurocopa de Fórmula Renault (ambos en 2020), Asian Le Mans Series (2021), cuarto en el Campeonato de Fórmula 3 de la FIA (2023), y compitió en el Campeonato de Fórmula 2 de la FIA con el equipo MP Motorsport durante diez rondas en 2024.
Fue miembro de la Academia de pilotos de Williams desde 2023 hasta 2025. Participó en los entrenamientos postemporada 2023 de Fórmula 1 al volante del FW45. En 2024 se subió al FW46 en los entrenamientos libres del Gran Premio de Gran Bretaña. Pasó a ser piloto titular de Williams a partir del Gran Premio de Italia en reemplazo del estadounidense Logan Sargeant hasta el final de la temporada. Para 2025, fue fichado como piloto de reserva para la escudería Alpine, para ser ascendido a piloto titular tras seis carreras.

## Carrera

### Inicios
Colapinto se inició en el karting en campeonatos nacionales y Rotax en 2013. Ganó el campeonato nacional prejúnior en 2016, mismo año en el que participó en torneos internacionales por primera vez.
En 2018 ganó un evento de la disciplina de karts como deporte de exhibición en los Juegos Olímpicos de la Juventud en Buenos Aires junto a María García Puig y, por otro lado, debutó en monoplazas en la Fórmula 4 Española con el equipo Drivex, ganando una de las cuatro competencias en las que se presentó.
Al año siguiente participó a tiempo completo en este campeonato, siendo campeón con casi 100 puntos de ventaja en 325 que obtuvo, y con 11 victorias en 21 carreras. También debutó en dos campeonatos continentales: la Eurofórmula Open y la Eurocopa de Fórmula Renault.

### Toyota Racing Series y Fórmula Renault
En inicios de 2020 participó en la Toyota Racing Series neozelandesa con el equipo Kiwi Motorsport. Finalizó tercero, detrás de Igor Fraga y Liam Lawson, y logró un triunfo. En julio firmó contrato con MP Motorsport para disputar al menos media temporada la Eurocopa de Fórmula Renault. Se llevó la victoria en la primera carrera de la temporada en Monza, mientras que en la segunda prueba de la ronda italiana finalizó tercero. Volvió al triunfo en Spa, en la ronda 7. Finalmente terminó tercero en el Campeonato de Pilotos con 213.5 puntos detrás de Victor Martins y Caio Collet, logrando dos victorias en nueve podios.

### Resistencia y Fórmula Regional Europea
A inicios de 2021, disputó la Asian Le Mans Series con la escudería G-Drive Racing. Logró tres poles y misma cantidad de podios en cuatro carreras para acabar en la tercera posición en el campeonato de la clase LMP2 junto a sus compañeros de equipo, Rui Andrade y John Falb. Además disputó la European Le Mans Series con el mismo equipo, y el Campeonato de Fórmula Regional Europea con MP Motorsport. En el primer campeonato logró dos podios, una victoria en Le Castellet y el cuarto lugar en el Campeonato de Pilotos. Mientras que en el segundo logró dos victorias en cuatro podios y el sexto puesto en el campeonato.
Al participar en las 24 Horas de Le Mans 2021, Colapinto se convirtió en el segundo piloto más joven de la historia en participar en esta competencia. Llegó a liderar la clase hasta un incidente. Finalizó, junto a sus copilotos Roman Rusinov y Nyck de Vries, séptimo en la clase.

### Campeonato de Fórmula 3 de la FIA

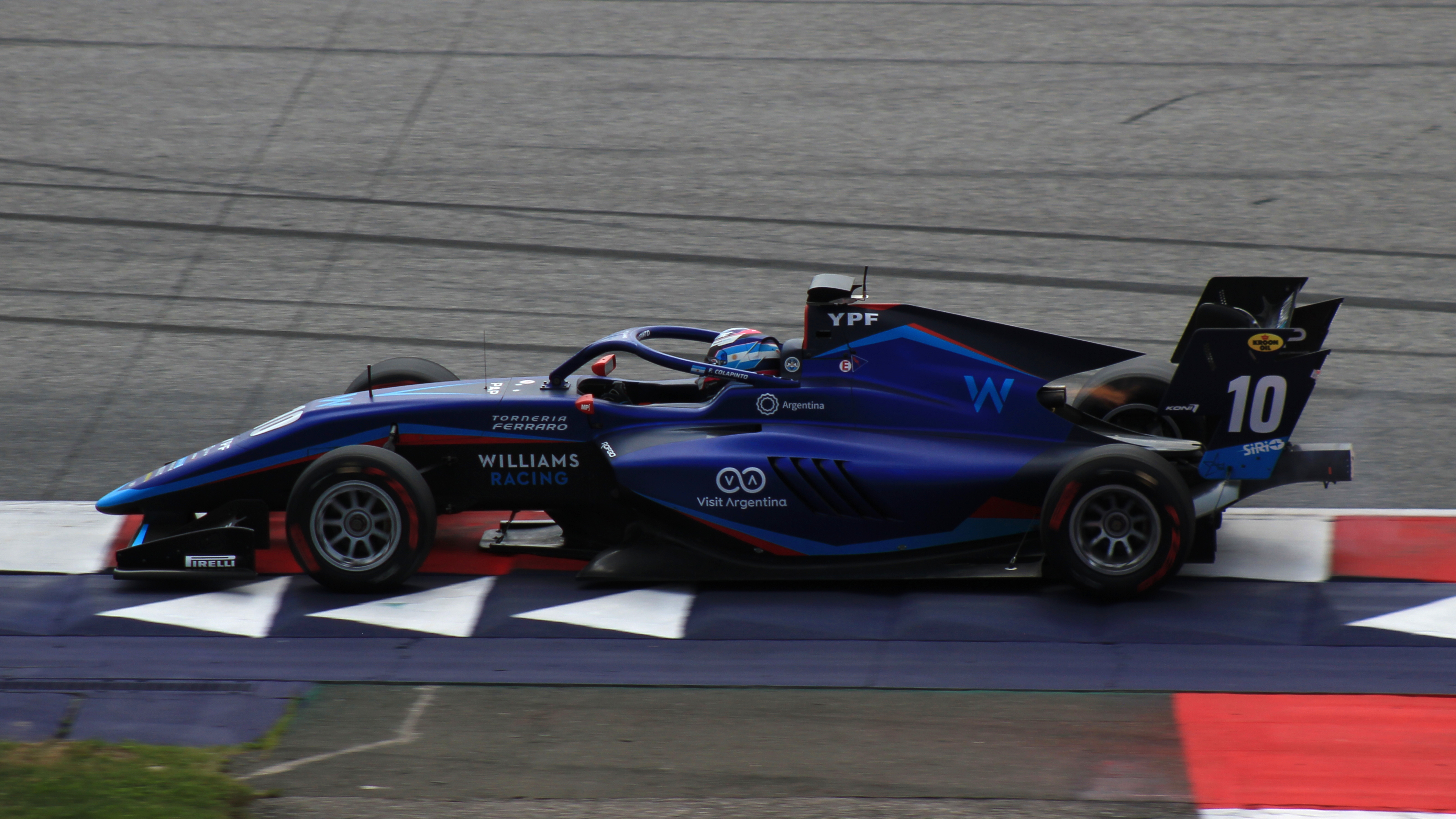
Franco Colapinto en Red Bull Ring durante la temporada 2023 del Campeonato de Fórmula 3 de la FIA.

En octubre de 2020, Colapinto formó parte de la primera etapa de los entrenamientos postemporada del Campeonato de Fórmula 3 de la FIA con la escudería MP Motorsport. Finalizó duodécimo y decimotercero respectivamente en la jornada del 5 de octubre.
Los días 1, 2 y 3 de noviembre de 2021 volvió a disputar la postemporada de Fórmula 3 con MP. Fue el más rápido en la sesión de la tarde del segundo día con un tiempo de 1:21.759. Tres meses más tarde, se unió a Van Amersfoort Racing para disputar la temporada 2022 junto a Rafael Villagómez y Reece Ushijima. En su debut, en Sakhir, logró la pole position. En la ronda siguiente, logró su primera victoria en la categoría tras salir primero en la grilla invertida de la primera carrera. Logró otros tres podios en las rondas de Spielberg, Budapest y Zandvoort. En la ronda final, en Monza, volvió a ganar en la carrera 1.
Una vez finalizada la temporada, corrió con MP Motorsport en la postemporada 2022 en el circuito de Jerez los días 21, 22 y 23 de septiembre. Logró el mejor tiempo en la jornada de la mañana del último día. El 9 de enero de 2023, Colapinto fichó por el equipo para disputar su segunda temporada en la F3. Comenzó la temporada con un segundo lugar en Sakhir, y en la ronda posterior ganaría en la carrera 1, pero sería descalificado por una infracción técnica. Logró tres podios más adelante, uno de ellos una victoria en la primera carrera de Silverstone. Colapinto llegó a la ronda final quinto en el campeonato con posibilidades de lograr el subcampeonato. En la carrera 1 volvió a ganar tras salir primero en la grilla invertida, que lo ubicó provisoriamente en la segunda posición. Sin embargo, en la segunda carrera no pudo asegurar el subcampeonato debido a una colisión con su excompañero de equipo Rafael Villagómez, que dañó la suspensión de su monoplaza y lo obligó a retirarse tempranamente. Finalmente cerró su segunda temporada en la F3 en la cuarta posición con 110 puntos.

#### Gran Premio de Macao
El 19 de noviembre de 2023, estaba previsto que Colapinto participe en el Gran Premio de Macao con MP. Sin embargo, una semana antes de la carrera, fue anunciado que su futuro compañero de F2 Dennis Hauger sea su sustituto debido a su recuperación tras ser operado de su clavícula izquierda dos meses antes.

### Campeonato de Fórmula 2 de la FIA

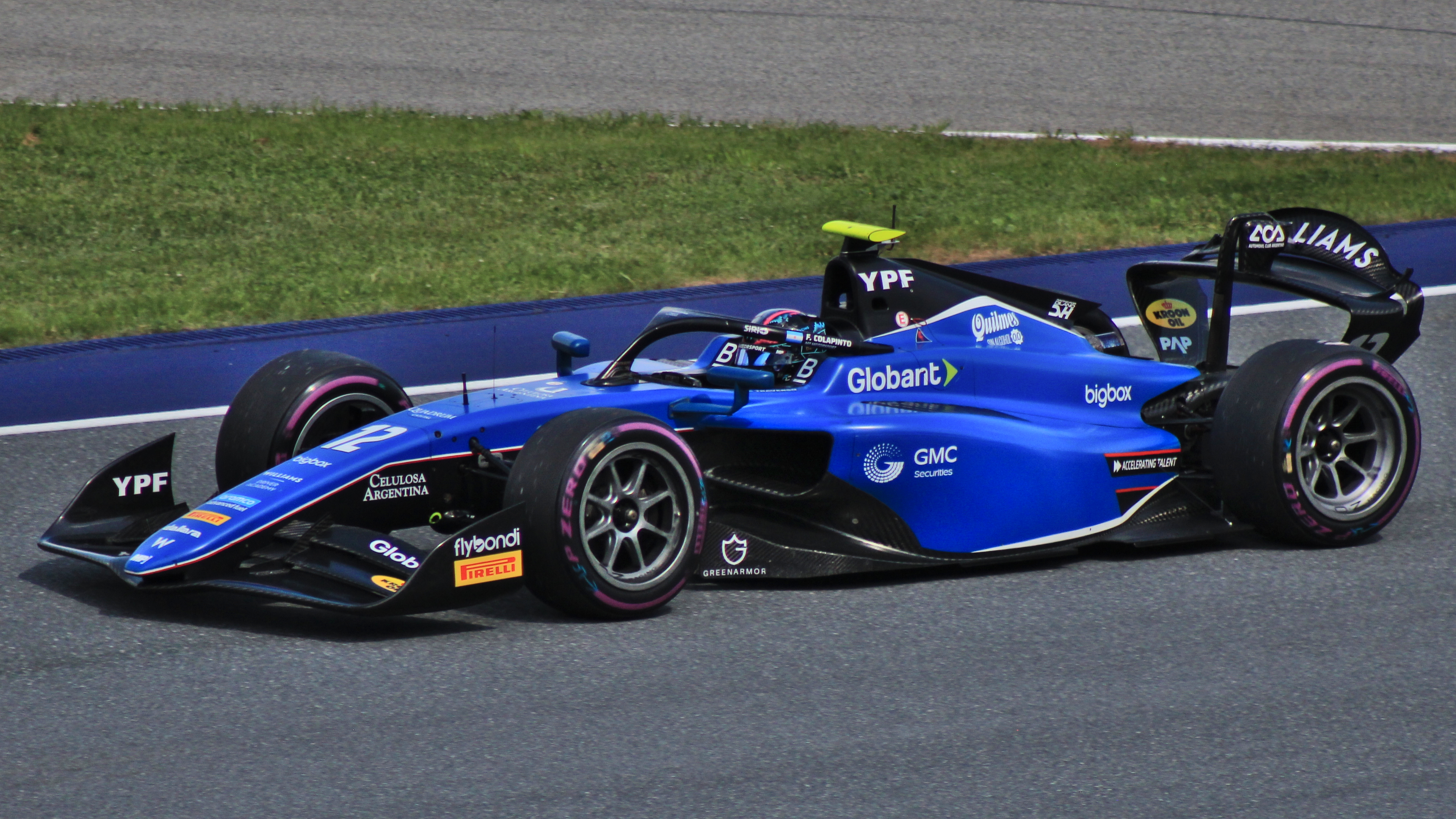
Franco Colapinto en Red Bull Ring durante la temporada 2024 del Campeonato de Fórmula 2 de la FIA.

Tras su gran campaña en la Fórmula 3, en Argentina comenzó una campaña a través de las redes sociales pidiendo el ascenso del piloto local al Campeonato de Fórmula 2 de la FIA en 2024 bajo el hashtag #FranColapintoaF2. Distintas celebridades como Martín Migoya, fundador de la empresa informática Globant, y el artista musical Bizarrap, se sumaron a la campaña. Colapinto comentó en una entrevista que «es muy difícil seguir en Europa sin presupuesto y apoyo», y afirmó que estaba «luchando con el presupuesto» para dar el salto a la Fórmula 2.
El 3 de octubre de 2023, Colapinto brindó una conferencia de prensa en la sede del Automóvil Club Argentino (ACA) en Buenos Aires donde confirmó su posible debut en la Fórmula 2 en la última ronda de 2023 en el circuito Yas Marina con el equipo aún por confirmar. Finalmente, el 25 de octubre, MP Motorsport anunció su participación en dicha ronda en reemplazo del piloto Jehan Daruvala, y lo confirmó como piloto titular para 2024.
En la F2, Colapinto logró tres podios, uno de ellos una victoria en la carrera corta de la ronda de Imola. Dejó el equipo una vez confirmado su ascenso a la Fórmula 1 con Williams Racing, siendo Oliver Goethe su reemplazante en su asiento en MP Motorsport a partir de Monza. En el momento de su ascenso, se encontraba en la sexta posición en el campeonato de pilotos con 96 puntos.

### Fórmula 1
Colapinto fue miembro de la Academia de pilotos de Williams desde principios de 2023 hasta 2025.
El 1 de noviembre de 2023, Williams Racing anunció su participación en los entrenamientos postemporada 2023 de Fórmula 1 al volante del FW45. De esta manera, Colapinto se convirtió en el primer piloto argentino en subirse a un monoplaza de F1 desde Ricardo Risatti en 2007 con Toyota.
En la sesión de la mañana para jóvenes pilotos, logró el décimo mejor tiempo de la prueba (1:26.832), girando 65 vueltas. Mientras que en la sesión general de la tarde quedó en la posición 22, delante del piloto titular Alexander Albon (25.º), y quedando detrás de su compañero de academia Zak O'Sullivan (17.º) y del otro titular, Logan Sargeant (9.º). En dicha prueba, Colapinto completó más de 300 kilómetros arriba del monoplaza, lo que le permitió obtener la superlicencia de la FIA.
El 5 de julio de 2024 tuvo su primera experiencia en un entrenamiento libre de Fórmula 1, manejando el FW46 de Sargeant en el Gran Premio de Gran Bretaña.

#### Williams (2024)
En la semana del Gran Premio de Italia de 2024, Williams decidió reemplazar con efecto inmediato a Logan Sargeant por Colapinto hasta el final de la temporada, siendo su debut en la Fórmula 1 y el regreso de un piloto argentino a la categoría 23 años después. Finalizó en la duodécima posición en su debut.
En el Gran Premio de Azerbaiyán, pese a ser su primera vez en el circuito, se metió en su primera Q3 y clasificó noveno por delante de su compañero Alexander Albon (9.º), rompiendo así la racha de 33 veces derrotando a su compañero de equipo del tailandés, y tras una sanción a Lewis Hamilton, salió octavo. Finalizó en la misma posición, convirtiéndose en el primer argentino en sumar puntos en la categoría desde el Gran Premio de Sudáfrica de 1982, cuando Carlos Reutemann terminó en segunda posición. En Singapur, finalizó en la undécima posición, en una carrera donde fue presionado por el piloto de Red Bull Sergio Pérez por varias vueltas y no pudo superarlo. El mexicano a través de su radio, elogió a Colapinto, afirmando que es un piloto «dificil de pasar».
En el Gran Premio de los Estados Unidos pudo entrar en la SQ3, clasificando décimo para la carrera sprint. En el día sábado clasificó en el puesto 17, y el domingo en la carrera, con una gran actuación finalizó en el puesto 10, sumando un punto. Durante dicha carrera, lograría el mejor tiempo de vuelta (1:37.611), que mantuvo por ocho vueltas, hasta que el piloto de Alpine Esteban Ocon superaría dicho récord (1:37.330). En México clasificó en el puesto 16 y en la carrera finalizó en el puesto 12, a pesar de su gran actuación, en un incidente con Liam Lawson, la FIA le aplicó una sanción de diez segundos por causar una colisión con el neozelandés durante la carrera (que no afectó su posición) y dos puntos de penalización en su superlicencia por 12 meses.
En São Paulo, un Gran Premio marcado por el fallecimiento de su abuelo unos días antes, Colapinto sufrió un accidente en la vuelta 30 entrando a la última curva debido a la lluvia que cayó en el circuito y generó la bandera roja. El día posterior a la carrera, fue galardonado con el premio del «Adelantamiento del Mes de la Fórmula 1» por su maniobra para sobrepasar al español Fernando Alonso en Estados Unidos.
En la clasificación para el Gran Premio de Las Vegas llegó a la Q2, pero entrando a las curvas 15 y 16 sufrió un accidente de 50 g, que posteriormente obligó al argentino a salir desde el pitlane debido a los daños que sufrió su monoplaza. Finalizó la carrera en la posición 14. En las últimas dos pruebas del año, no pudo finalizar ambas carreras por varios incidentes. En inicio de la carrera de Catar, Nico Hülkenberg hizo contacto con Esteban Ocon en la primera curva, haciendo que el francés perdiera el control de su monoplaza y chocara con el de Colapinto, quien venía por afuera de la pista. Mientras que en Abu Dabi tuvo que salir desde la última posición luego de cambiar la caja de cambios de su FW46. Durante la tercera vuelta de la carrera, el piloto de McLaren Oscar Piastri colisionó con Colapinto e hizo que el argentino sufiera un pinchazo y pérdida de potencia. En la vuelta 26 tuvo que ingresar a boxes para retirar su monoplaza de la carrera. Finalizó la temporada 19.º, sumando cinco puntos en las nueve carreras que disputó.

#### Reserva y titular de Alpine (2025)

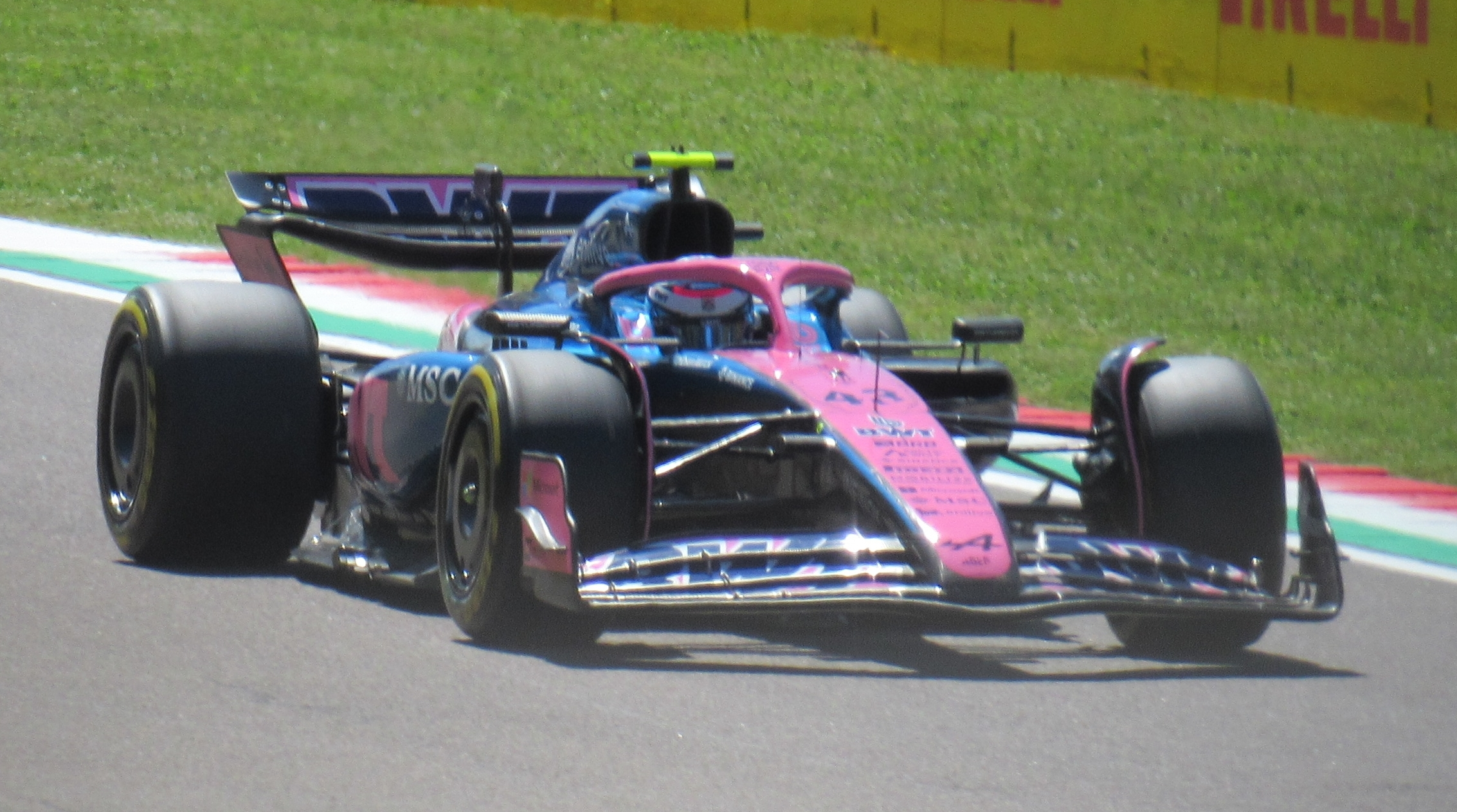
Colapinto en su debut con el equipo Alpine en Imola 2025

Tras quedarse sin asiento para la temporada 2025, el día 9 de enero, fue anunciada la incorporación de Colapinto a Alpine F1 Team como piloto de pruebas y reserva. Tras un bajo rendimiento del australiano Jack Doohan en el equipo, el argentino lo reemplazó, comenzando en el Gran Premio de Emilia-Romaña. y gracias a sus buenos rendimientos, Colapinto aseguró su lugar en Alpine, destacando el respaldo de Flavio Briatore por el resto de la temporada.

## Vida personal
Franco Alejandro Colapinto nació el 27 de mayo de 2003 en la localidad de Pilar, Provincia de Buenos Aires, Argentina. Sus padres son el abogado Aníbal Leónidas Colapinto y Andrea Laura Trofimczuk. Además de Franco, el matrimonio Colapinto-Trofimczuk tuvo otra hija, llamada Martina Colapinto.
Colapinto es descendiente por su familia paterna de inmigrantes italianos, mientras que a través de su madre desciende de ucranianos radicados en Argentina. Su padre, previo a ejercer la profesión de abogado, también se destacó en el automovilismo en la ciudad de Bahía Blanca. Aníbal Colapinto es a su vez hijo del reconocido abogado Leónidas Colapinto (1935-2024), y bisnieto de Vicente Colapinto, oriundo de Bari y radicado en Entre Ríos, médico por la Universidad de Nápoles.
Franco Colapinto cursó estudios primarios en el Colegio del Pilar, en la localidad bonaerense homónima, continuando con sus estudios secundarios en la Escuela Técnica Roberto Rocca de Campana, Buenos Aires. A sus 14 años se radicó en Italia para dedicarse al automovilismo, y finalmente al regresar a Argentina finalizó la escuela secundaria en el Colegio del Pilar, gracias a un plan de estudios personalizado.
Una calle de la localidad de Luján lleva su nombre. Es un reconocido aficionado de Boca Juniors, razón por la que usa el número "12", en alusión a la barra brava del conjunto xeneize.
En 2023 tuvo una breve relación con la modelo e influencer francesa Estelle Ogilvy.
A pocas horas del inicio del fin de semana del Gran Premio de Brasil de 2024, falleció su abuelo Leónidas, a los 89 años.

## Resumen de carrera
| Temporada | Categoría                               | Equipo                     | Carreras          | Victorias         | Poles             | VR                | Podios            | Puntos            | Pos.              |
| --------- | --------------------------------------- | -------------------------- | ----------------- | ----------------- | ----------------- | ----------------- | ----------------- | ----------------- | ----------------- |
| 2018      | Campeonato de España de F4              | Drivex School              | 4                 | 1                 | 2                 | 0                 | 0                 | 40                | 12.º              |
| 2019      | Campeonato de España de F4              | Drivex School              | 21                | 11                | 14                | 9                 | 10                | 325               | 1.º               |
| 2019      | Eurofórmula Open                        | Drivex School              | 2                 | 0                 | 0                 | 0                 | 0                 | 0                 | 27.º              |
| 2019      | Eurocopa de Fórmula Renault             | FA Racing by Drivex        | 4                 | 0                 | 0                 | 0                 | 0                 | 0                 | NC†               |
| 2020      | Toyota Racing Series                    | Kiwi Motorsport            | 15                | 1                 | 1                 | 2                 | 8                 | 315               | 3.º               |
| 2020      | Eurocopa de Fórmula Renault             | MP Motorsport              | 20                | 2                 | 0                 | 2                 | 9                 | 213.5             | 3.º               |
| 2021      | Asian Le Mans Series - LMP2             | G-Drive Racing             | 4                 | 0                 | 3                 | 0                 | 3                 | 66                | 3.º               |
| 2021      | European Le Mans Series - LMP2          | G-Drive Racing             | 6                 | 1                 | 3                 | 1                 | 2                 | 74                | 4.º               |
| 2021      | 24 Horas de Le Mans - LMP2              | G-Drive Racing             | 1                 | 0                 | 0                 | 0                 | 0                 | N/A               | 7.º               |
| 2021      | Campeonato de Fórmula Regional Europea  | MP Motorsport              | 16                | 2                 | 3                 | 4                 | 4                 | 140               | 6.º               |
| 2021      | GT World Challenge Europe Endurance Cup | ROFGO Racing with Team WRT | 1                 | 0                 | 0                 | 0                 | 0                 | 0                 | NC                |
| 2022      | Campeonato de Fórmula 3 de la FIA       | Van Amersfoort Racing      | 18                | 2                 | 1                 | 0                 | 5                 | 76                | 9.º               |
| 2023      | Campeonato de Fórmula 3 de la FIA       | MP Motorsport              | 18                | 2                 | 0                 | 0                 | 5                 | 110               | 4.º               |
| 2023      | Campeonato de Fórmula 2 de la FIA       | MP Motorsport              | 2                 | 0                 | 0                 | 0                 | 0                 | 0                 | 25.º              |
| 2023      | Fórmula 1                               | Williams Racing            | Piloto de pruebas | Piloto de pruebas | Piloto de pruebas | Piloto de pruebas | Piloto de pruebas | Piloto de pruebas | Piloto de pruebas |
| 2024      | Campeonato de Fórmula 2 de la FIA       | MP Motorsport              | 20                | 1                 | 0                 | 3                 | 3                 | 96                | 9.º               |
| 2024      | Fórmula 1                               | Williams Racing            | 9                 | 0                 | 0                 | 0                 | 0                 | 5                 | 19.º              |
| 2025      | Fórmula 1                               | BWT Alpine Formula 1 Team  | Disputándose      | Disputándose      | Disputándose      | Disputándose      | Disputándose      | Disputándose      | Disputándose      |
| Fuentes:  |                                         |                            |                   |                   |                   |                   |                   |                   |                   |

- † Era piloto invitado, por lo que no sumó puntos.

## Balance con compañeros de equipo en Fórmula 1
| Año     | Compañero       | Clasificación | Carrera      | Puntos       |
| ------- | --------------- | ------------- | ------------ | ------------ |
| 2024    | Alexander Albon | 2-7           | 1-2          | 5-8          |
| 2025    | Pierre Gasly    | Disputándose  | Disputándose | Disputándose |
| Fuente: |                 |               |              |              |

## Resultados

### Eurocopa de Fórmula Renault
(Clave) (negrita indica pole position) (cursiva indica vuelta rápida)

| 2019    | FA Racing by Drivex | MNZ 1 | MNZ 2   | SIL 1   | SIL 2   | MON 1   | MON 2   | LEC 1    | LEC 2     | SPA 1 12 | SPA 2 20 | NÜR 1   | NÜR 2   | HUN 1 | HUN 2    | CAT 1 11 | CAT 2 10 | HOC 1   | HOC 2   | YMC 1   | YMC 2   | NC† | 0†    |
| 2020    | MP Motorsport       | MNZ 1 | MNZ 2 3 | IMO 1 6 | IMO 2 7 | NÜR 1 7 | NÜR 2 6 | MAG 1 13 | MAG 2 Ret | ZAN 1 6  | ZAN 2 3  | CAT 1 6 | CAT 2 3 | SPA 1 | SPA 2 12 | IMO 1 4  | IMO 2    | HOC 1 4 | HOC 2 3 | LEC 1 3 | LEC 2 3 | 3.º | 213.5 |
| Fuente: |                     |       |         |         |         |         |         |          |           |          |          |         |         |       |          |          |          |         |         |         |         |     |       |

- † Como piloto invitado, no fue apto para puntuar.

### Asian Le Mans Series
(Clave) (negrita indica pole position) (cursiva indica vuelta rápida)

| Año  | Escudería      | Clase | Automóvil       | 1   | 2   | 3   | 4   | Pos. | Puntos | Ref.    |
| ---- | -------------- | ----- | --------------- | --- | --- | --- | --- | ---- | ------ | ------- |
| 2021 | G-Drive Racing | LMP2  | Aurus 01-Gibson | DUB | DUB | YMC | YMC | 3.º  | 66     | [ 110 ] |
| 2021 | G-Drive Racing | LMP2  | Aurus 01-Gibson | 4   | 2   | 3   | 2   | 3.º  | 66     | [ 110 ] |

### European Le Mans Series
(Clave) (negrita indica pole position) (cursiva indica vuelta rápida)

| Año  | Escudería      | Clase | Automóvil       | 1   | 2   | 3   | 4   | 5   | 6   | Pos. | Puntos | Ref.   |
| ---- | -------------- | ----- | --------------- | --- | --- | --- | --- | --- | --- | ---- | ------ | ------ |
| 2021 | G-Drive Racing | LMP2  | Aurus 01-Gibson | BAR | SPI | LEC | MNZ | SPA | POR | 4.º  | 74     | [ 22 ] |
| 2021 | G-Drive Racing | LMP2  | Aurus 01-Gibson | 4   | 2   | 1   | 8   | NC  | 5   | 4.º  | 74     | [ 22 ] |

### 24 Horas de Le Mans
| Año     | Equipo         | Copilotos                   | Automóvil       | Clase | Vueltas | Pos. | Pos. Clase |
| ------- | -------------- | --------------------------- | --------------- | ----- | ------- | ---- | ---------- |
| 2021    | G-Drive Racing | Roman Rusinov Nyck de Vries | Aurus 01-Gibson | LMP2  | 358     | 12.º | 7.º        |
| Fuente: |                |                             |                 |       |         |      |            |

### Campeonato de Fórmula 3 de la FIA
(Clave) (negrita indica pole position) (cursiva indica vuelta rápida puntuable)

| Año  | Escudería             | 1   | 1   | 2   | 2   | 3   | 3   | 4   | 4   | 5   | 5   | 6   | 6   | 7   | 7   | 8   | 8   | 9   | 9   | Pos. | Puntos | Ref.    |
| ---- | --------------------- | --- | --- | --- | --- | --- | --- | --- | --- | --- | --- | --- | --- | --- | --- | --- | --- | --- | --- | ---- | ------ | ------- |
| 2022 | Van Amersfoort Racing | SAK | SAK | IMO | IMO | BAR | BAR | SIL | SIL | SPI | SPI | BUD | BUD | SPA | SPA | ZAN | ZAN | MNZ | MNZ | 9.º  | 76     | [ 35 ]  |
| 2022 | Van Amersfoort Racing | 25  | 5   | 1   | 22  | Ret | 8   | 13  | Ret | 3   | 6   | 2   | 15  | 15  | 12  | 13  | 3   | 1   | 15  | 9.º  | 76     | [ 35 ]  |
| 2023 | MP Motorsport         | SAK | SAK | MEL | MEL | MON | MON | BAR | BAR | SPI | SPI | SIL | SIL | BUD | BUD | SPA | SPA | MNZ | MNZ | 4.º  | 110    | [ 112 ] |
| 2023 | MP Motorsport         | 2   | 10  | DSQ | Ret | 4   | 6   | 6   | 2   | 13  | 4   | 1   | 8   | 7   | 3   | 5   | 10  | 1   | Ret | 4.º  | 110    | [ 112 ] |

### Campeonato de Fórmula 2 de la FIA
(Clave) (negrita indica pole position) (cursiva indica vuelta rápida puntuable)

| Año  | Escudería     | 1   | 1   | 2   | 2   | 3   | 3   | 4   | 4   | 5   | 5   | 6   | 6   | 7   | 7   | 8   | 8   | 9   | 9   | 10  | 10  | 11  | 11  | 12  | 12  | 13  | 13  | 14  | 14  | Pos. | Puntos | Ref.    |
| ---- | ------------- | --- | --- | --- | --- | --- | --- | --- | --- | --- | --- | --- | --- | --- | --- | --- | --- | --- | --- | --- | --- | --- | --- | --- | --- | --- | --- | --- | --- | ---- | ------ | ------- |
| 2023 | MP Motorsport | SAK | SAK | YED | YED | MEL | MEL | BAK | BAK | MON | MON | BAR | BAR | SPI | SPI | SIL | SIL | BUD | BUD | SPA | SPA | ZAN | ZAN | MNZ | MNZ | YMC | YMC |     |     | 25.º | 0      | [ 113 ] |
| 2023 | MP Motorsport |     |     |     |     |     |     |     |     |     |     |     |     |     |     |     |     |     |     |     |     |     |     |     |     | 19  | Ret |     |     | 25.º | 0      | [ 113 ] |
| 2024 | MP Motorsport | SAK | SAK | YED | YED | MEL | MEL | IMO | IMO | MON | MON | BAR | BAR | SPI | SPI | SIL | SIL | BUD | BUD | SPA | SPA | MNZ | MNZ | BAK | BAK | LUS | LUS | YMC | YMC | 9.º  | 96     | [ 61 ]  |
| 2024 | MP Motorsport | 18  | 6   | 11  | Ret | 4   | DSQ | 1   | 5   | 5   | 13  | 18  | 2   | 11  | 2   | 5   | 4   | 5   | 13  | 8   | Ret |     |     |     |     |     |     |     |     | 9.º  | 96     | [ 61 ]  |

### Fórmula 1
(Clave) (negrita indica pole position) (cursiva indica vuelta rápida)

| Año     | Escudería                 | 1   | 2   | 3   | 4   | 5   | 6   | 7      | 8      | 9      | 10     | 11     | 12      | 13     | 14     | 15  | 16     | 17    | 18     | 19     | 20     | 21      | 22     | 23      | 24      | Pos. | Puntos |
| ------- | ------------------------- | --- | --- | --- | --- | --- | --- | ------ | ------ | ------ | ------ | ------ | ------- | ------ | ------ | --- | ------ | ----- | ------ | ------ | ------ | ------- | ------ | ------- | ------- | ---- | ------ |
| 2024    | Williams Racing           | BHR | ARA | AUS | JPN | CHN | MIA | EMI    | MON    | CAN    | ESP    | AUT    | GBR TD  | HUN    | BEL    | NED | ITA 12 | AZE 8 | SIN 11 | USA 10 | MEX 12 | SÃO Ret | LVG 14 | QAT Ret | ABU Ret | 19.º | 5      |
| 2025*   | BWT Alpine Formula 1 Team | AUS | CHN | JPN | BHR | ARA | MIA | EMI 16 | MON 13 | ESP 15 | CAN 13 | AUT 15 | GBR DNS | BEL 19 | HUN 18 | NED | ITA    | AZE   | SIN    | USA    | MEX    | SÃO     | LVG    | QAT     | ABU     | 20.º | 0      |
| Fuente: |                           |     |     |     |     |     |     |        |        |        |        |        |         |        |        |     |        |       |        |        |        |         |        |         |         |      |        |

- * Temporada en progreso.

## Premios y condecoraciones
| Distinción                                       | Año  | Ref.    |
| ------------------------------------------------ | ---- | ------- |
| Premio Olimpia de Oro                            | 2024 | [ 115 ] |
| Adelantamiento del Mes de la Fórmula 1 (Octubre) | 2024 | [ 116 ] |
| Adelantamiento del Año de la Fórmula 1           | 2024 | [ 117 ] |